# Saryschagan (Raketenstartplatz)
Saryschagan (kasachisch Сарышаган, russisch Сары-Шаган, Sary-Schagan) ist ein Startplatz für militärische Raketen der Russischen Raketentruppen in Kasachstan nahe der Siedlung Saryschagan. Das Testgelände befindet sich nordwestlich des Balchaschsees in der Hungersteppe in den Gebieten Qaraghandy und Schambyl. Das Raketentestgelände mit dem Verwaltungszentrum in Priosjorsk ist seit 1958 in Betrieb. Auf dem Gelände befand sich auch das Lasertestzentrum Terra-3.